# Заповідний пагорб
«Заповідний пагорб» — радянський двосерійний художній фільм 1988 року, знятий режисером Хабібом Файзієвим на кіностудії «Узбекфільм».

## Сюжет
Події у цьому фільмі відбуваються одночасно у 1920-х та 1980-х роках. Письменник Саліджан Нартаєв, батьків якого вбили басмачі, пише книжку про своє дитинство, школу, першу вчительку, свій рідний кишлак, куди щойно прийшла Радянська влада. Декому в кишлаку ця влада припала не до душі — Ішан та його син Мелікузи зі своїм другом Мулладостом, місцеві баї та мулли шкодять новій владі, викрадають дівчинку Гульнару, звинувативши в цьому маленького Саліджана, підпалюють школу, вбивають вчительку. Саліджан збирається приїхати до рідного кишлаку, щоб дізнатися більше про своє дитинство. Але не всі хочуть, щоб він приїхав… Серед них і чайханник Мулладост, за яким тягнуться давні гріхи. Саліджану приходить анонімний лист, у результаті він потрапляє до лікарні. Але в нього є друзі: дівчинка-циркачка Шахло та вчитель Усманалі. Шахло їде до кишлаку, де знайомиться з місцевими хлопцями, які будують музей. Разом вони дізнаються багато нового про історію кишлаку, а також про таємницю заповідного пагорба, що височіє на його околицях.

## У ролях
- Маліка Назарова — Шахло, юна циркачка
- Атабек Файзієв — Аскар, син єгеря Джаманкула
- Ільхом Юлчієв — Анзор, помічник чайханника
- Хондамір Карімов — Равшан, син голови
- Ахрор Максудов — Міркабул
- Нігора Різметова — Муніра
- Атабек Назіров — Нартаджі
- Мінавара Максумова — Озода
- Лариса Силіна — вчителька Райхан
- Тулкун Таджієв — Ішан / чайханщик Мулладост
- Закір Мухамеджанов — письменник Саліджан Нартаєв
- Наїля Ташкенбаєва — бабуся дівчинки Шахло
- Махамадалі Мухамадієв — шофер Алі
- Казим Каюмов — вчитель Усманалі
- Абдулла Ахроров — Саліджан у дитинстві
- Раджаб Адашев — Нартай, батько Саліджана
- Барно Кадирова — Нурі, мати Саліджана
- Шахло Хідірова — Гульнара у дитинстві
- Машраб Кімсанов — Мумін-орач, батько Гульнари
- Умід Мурадходжаєв — Мулладост у дитинстві
- Курбан Хурсандов — Мелікузи, син Ішана
- Мурад Раджабов — листоноша
- Сурен Амзаян — епізод
- Гаухар Закірова — епізод
- Вахід Кадиров — будівельник
- Анвар Кенджаєв — епізод
- Рано Кубаєва — продавець книг
- Ісфандіяр Кулієв — епізод
- Джамшид Курбанбеков — епізод
- Уктам Лукманова — тітка Гульнара (доросла Гульнара)
- Максуд Мансуров — Мумінджан-ака, голова
- Світлана Тухтаєва — епізод
- Г. Ходжаєв — епізод
- Рафік Юсупов — епізод

## Знімальна група
- Режисер — Хабіб Файзієв
- Сценаристи — Всеволод Іванов, Латіф Махмудов
- Оператор — Нажміддін Гулямов
- Композитор — Енмарк Саліхов
- Художник — Садріддін Зіямухамедов